# Guibemantis diphonus
A Guibemantis diphonus  a kétéltűek (Amphibia) osztályába és  a békák (Anura) rendjébe aranybékafélék (Mantellidae) családjába tartozó faj. 

## Előfordulása
Madagaszkár endemikus faja. Eddig a sziget egyetlen területén, a délkeleten fekvő Manombo Rezervátumban figyelték meg.

## Megjelenése
A típuspéldány mérete 33,5 mm.

## Természetvédelmi helyzete
A vörös lista a súlyosan veszélyeztetett fajok között tartja nyilván. Elterjedési területe kicsi, egyetlen helyen, a Manombo Rezervátumban található meg. A rezervátum meglehetősen lepusztult állapotban van.